# Megszorítások Romániában az 1980-as években

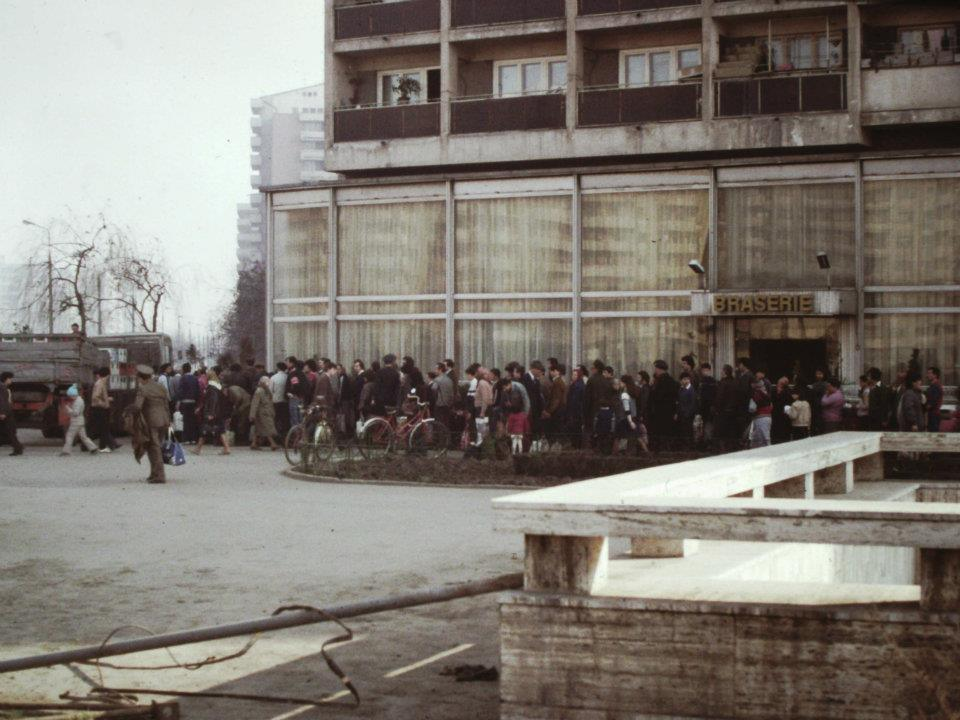
Sorban állás étolajért, Bukarest, 1986

Az 1980-as években Romániában Nicolae Ceaușescu komoly megszorításokat vezetett be az 1970-es években felhalmozott külföldi államadósság visszafizetése érdekében. A megszorítások a gazdaság stagnálásához vezettek, ami 1981-ben kezdődött és az 1980-as évek végéig tartott. A „sui generis sokkterápia” csökkentette a román gazdaság versenyképességét és az export volumenét.
Amellett, hogy az intézkedések segítettek az adósság visszafizetésében, a megszorítások az életszínvonal csökkenését okozták és növelték a hiányt, hozzájárulva Ceaușescu kivégzéséhez és a Román Kommunista Párt összeomlásához az 1989-es forradalom alatt.

## Háttér
1950 és 1975 között Románia gazdasága a világon a leggyorsabban növekedők közé tartozott, és az 1960-as években és az 1970-es évek elején Ceaușescut a „felvilágosult” kelet-európai vezetők egyikének tartották. Az 1960-as években a belpolitikában igyekezett elnyerni a nép támogatását azzal, hogy megemelte a béreket, megújította a nyugdíjrendszert, és az árak csökkentésével ösztönözte a fogyasztást.
Noha a gazdaság tovább növekedett az 1970-es években, a növekedés jelentős része nem a fogyasztásból, hanem a nehézipari beruházásokból származott. (A nehézipar az 1971–1975-ös ötéves tervben a bruttó hazai termék 34,1%-át tette ki.) A fejlesztés elsősorban importált gépeken és berendezéseken alapult. Egyes iparágak, például a kőolajipar vagy acélipar esetében a termelési kapacitások meghaladták a belföldi és elérhető külföldi piacok keresletét, ami kihasználatlan kapacitásokat eredményezett. A gazdaságot a hatékony és nem hatékony egységek kombinációja, a statisztika meghamisítása és az eladatlan készletek jellemezték; állandó jelenség volt a pazarlás és az áruhiány.
A román gazdaságban meghatározó szerepet játszottak a nagy vállalatok: az ipari dolgozók 87%-a és az ipari kibocsátás 85%-a ezer fő feletti létszámmal működő vállalatokhoz tartozott, ami aztán a gazdaság rugalmatlanságához vezetett.

## Külföldi hitelek
Az 1970-es évek elején a nyugati országok politikai megfontolásokból hajlandóak voltak hitelt nyújtani Romániának a technológiai fejlesztésekhez. Románia adóssága a nyugati hitelezők felé 1971-ben 1,2 milliárd dollár volt, és 1982-re elérte a 13 milliárd dolláros csúcsot. Az 1970-es évekbeli energiaválság, a kamatlábak emelkedése és az 1974-es globális recesszió miatt Románia képtelen volt visszafizetni a hiteleket.
1981-ben Románia hitelkeretet kért a Nemzetközi Valutaalaptól (IMF), és elhatározta az összes adósság visszafizetését. Az IMF javaslatára Románia csökkentette az importot és növelte az exportot. Az import csökkentése élelmiszerhiányhoz vezetett. Az 1,322 milliárd dolláros, három évre szóló hitelkerethez kapcsolódó stabilizációs program részeként államtanácsi rendelettel az élelmiszerek vásárlását és készletezését az egy hónapra szükséges mennyiségre korlátozták; a rendelet megszegőit hat hónaptól öt évig terjedő börtönnel lehetett büntetni.
Azzal, hogy Románia teljes mértékben visszafizette a kereskedelmi bankok felé fennálló hiteleit, egyedülálló teljesítményt ért el a súlyosan eladósodott országok között. A hitelek – több esetben esedékesség előtti – visszafizetése gazdasági stagnálást eredményezett az 1980-as években, és az évtized végére már minden feltétel adott volt a gazdasági válsághoz. A berendezések elavulásával az ipari kapacitás leépült, növekedett az energiaigény, az életszínvonal jelentősen csökkent. A háztartási energiafelhasználást szigorúan korlátozták, hogy az ipar energiaellátását biztosítsák. (Az ipar részaránya a villamosenergia felhasználásában 1985-ben 65,7% volt, Európában a legmagasabb.) A konvertibilis devizát eredményező exportot minden áron erőltették, az importot szigorúan csökkentették. 1988-ban a bruttó hazai termék reálértéken 0,5%-kal csökkent, elsősorban az ipari kibocsátás csökkenése következtében, amit a jelentősen megnövekedett anyagköltségek okoztak. 1989-ben a bruttó hazai termék további 5,8%-kal csökkent, viszont 1989. márciusra majdnem az összes külföldi adósságot sikerült visszafizetni, csak kevesebb mint 500 millió dollár rövidlejáratú hitel maradt. A Román Kommunista Párt Központi Bizottságának április 12–14-i ülésén Ceauşescu bejelentette, hogy az ország visszafizette külföldi adósságait.
A külföldi adósság alakulása (milliárd dollárban)
|                         | 1975 | 1980 | 1981 | 1982 | 1983 | 1984 | 1985 | 1986 | 1987 | 1988     | 1989     | 1990     |
| ----------------------- | ---- | ---- | ---- | ---- | ---- | ---- | ---- | ---- | ---- | -------- | -------- | -------- |
| Bruttó külföldi adósság | 2,9  | 9,4  | 10,2 | 9,8  | 8,8  | 7,1  | 6,6  | 6,4  | 5,1  | 2,2      | 0,0      | 0,2      |
| Nettó helyzet           | adós | adós | adós | adós | adós | adós | adós | adós | adós | hitelező | hitelező | hitelező |

## Megszorítások
Ceaușescu úgy indított megszorítási programot, hogy közben nem változtatott Románia központi, rugalmatlan tervgazdaságán. A belföldi energiaforrásokat a nem hatékony exporttermelés szolgálatába állították. Az alapvető szükségletek (élelmiszer, fűtés, világítás, egészségügyi ellátás) kielégítését „észszerűsítették”, az infrastruktúrát hagyták leromlani. A megszorítások következtében az IMF adatai szerint az életszínvonal 19–40%-kal csökkent.

### Infláció és a reáljövedelmek csökkenése
1978-tól kezdve a kormány elkezdte emelni az addig állandó árakat. Az első hullámban az élelmiszer, szolgáltatások, tömegközlekedés, ruházati cikkek, fa és fából készült termékek ára emelkedett. 1979-ben a második áremelési hullámban az üzemanyag, földgáz és villamos energia következett.
1982-ben az árakat ismét emelték; az eredeti terv szerint egyetlen nagy áremelés lett volna, de végül minden termék fokozatos áremelése mellett döntöttek. Az 1982-es áremelés mértéke elérte a 35%-ot. Amellett, hogy az energiafelhasználást korlátozták, az ára is emelkedett: a villamos energiáé 30%-kal, a földgázé 150%-kal.
1982. novemberben jelent meg egy törvény a dolgozók részesedéséről az állami vállalatokban. A törvény értelmében a dolgozók jogot kaptak arra, hogy befektessék pénzüket és társtulajdonosai legyenek a vállalatnak. Gyakorlatilag ez a bérek csökkentését jelentette, mivel a bér egy része (kötelező módon) a vállalat beruházási alapjába került. 1982. decemberben új szabályozást vezettek be a bérezésben: a dolgozók bérének egy részét csak akkor fizették ki, ha a vállalat teljesítette a tervet. Ez a rész kezdetben 24% volt, utóbb 27%-ra emelkedett. Mivel a terv gyakran nem teljesült, ez is a bérek csökkentését jelentette.
A reáljövedelmek nemcsak az infláció miatt kezdtek csökkenni, hanem azért is, mert bizonyos termékek nem álltak rendelkezésre, és a virágzó feketepiac a legtöbb ember számára megfizethetetlen volt.

### Kormányzati megszorítások
Vlad Georgescu szerint úgy tűnt, hogy állam feladta a szociális feladatok ellátását, mivel a szociális kiadások az 1980-as években csökkentek. A KGST-nek szolgáltatott adatok szerint 1980 és 1985 között a lakáscélú kiadások 37%-kal, az egészségügyi kiadások 17%-kal, az oktatásra, kultúrára és tudományra fordított kiadások 53%-kal csökkentek.
Az egészségügyben végrehajtott megszorítások a gyermekhalandósági ráta növekedéséhez és az AIDS előfordulásának gyakoriságához vezettek; a betegség a kórházakban az injekcióstűk többszöri felhasználásával terjedt.
1986. november 23-án népszavazást tartottak a katonai kiadások csökkentéséről; az igenek aránya 100% volt.
A megszorítások nem érintették a bukaresti új városközpont és a Nép Háza 1984-ben elkezdett építését.

### Élelmiszerhiány

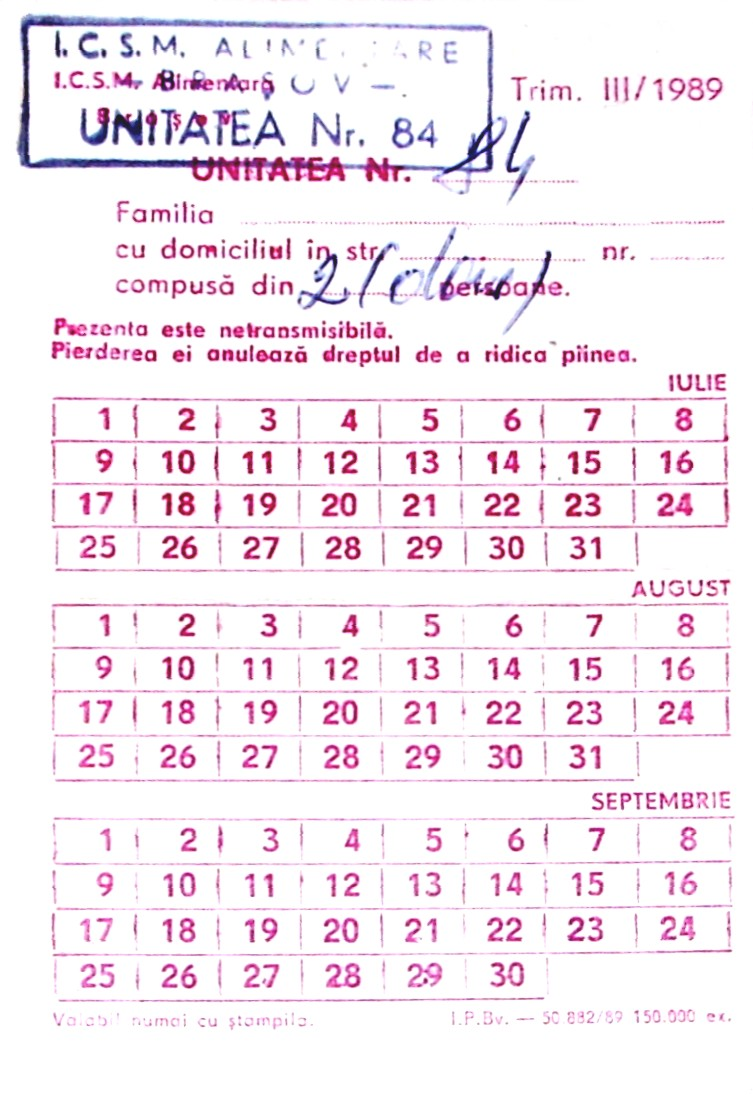
Kenyérjegy 1989-ből

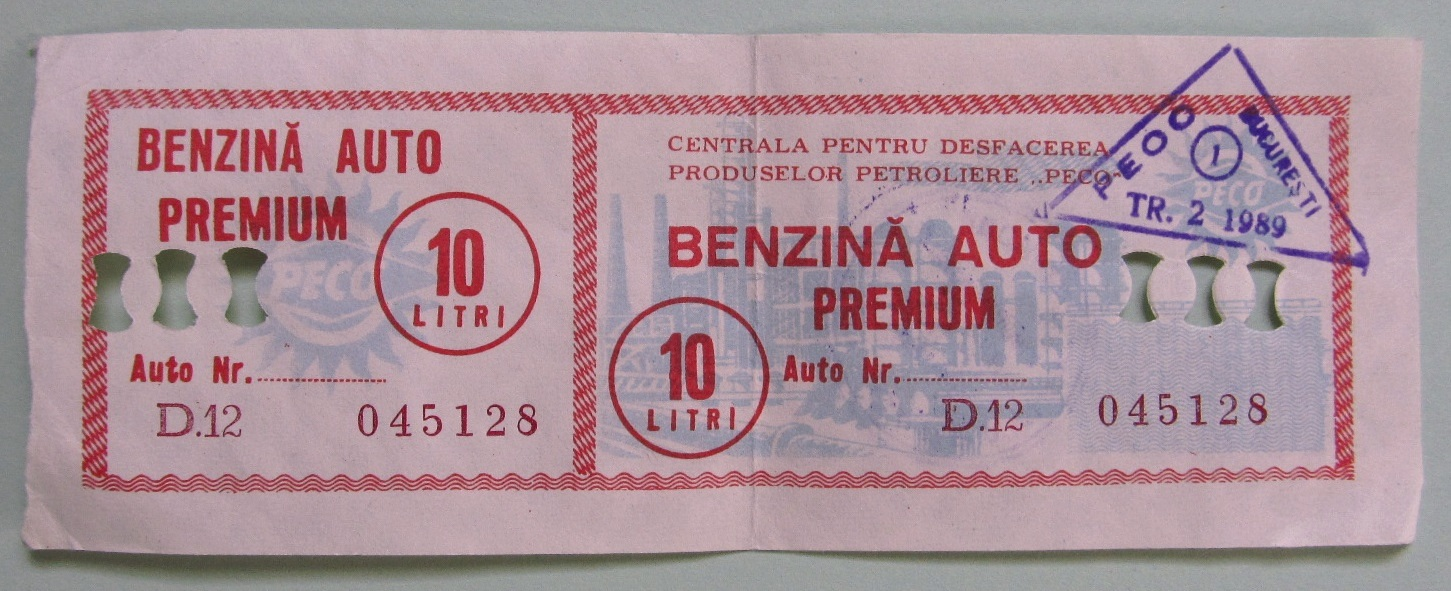
Benzinjegy az 1980-as évekből

A román mezőgazdaságot elhanyagolták az iparosítás miatt: az igen kevéssé hatékony ágazatban a munkaerő 30%-a dolgozott, de a beruházásokból alig részesült. A munkaerő még így sem volt elég, így az állam az iskolásokat és egyetemistákat vezényelte ki a betakarításhoz vagy más mezőgazdasági munkákhoz.
Romániában élelmiszerhiány alakult ki, és a kormányzati intézkedések ellenére végigvonult az 1980-as éveken. 1983-tól kezdve a kollektív gazdaságok és az egyéni termelők kötelesek voltak a termést az államnak rögzített áron eladni.
1980. végén jegyrendszert vezettek be az alapvető élelmiszerekre (kenyér, tej, étolaj, cukor és hús). Ceaușescu kezdeményezésére bevezették a lakosság tudományos táplálkozási programját azzal a céllal, hogy az állítólag túl sokat evő román nép kalóriabevitelét korlátozzák. A célkitűzés 2700–2800 kalória/nap volt.

### Energiafelhasználás
Az energiatakarékosság jegyében a villamos áramot és a távfűtést gyakran lekapcsolták. Egy 1985. januári rendelet 14 fokra korlátozta a tömbházlakások hőmérsékletét. A legtöbb lakásban meleg víz csak egyszer volt hetente. A be nem jelentett áramkimaradások a kórházak működését is érintették, 1983 telén például több tucat csecsemő halt meg az újszülöttosztályokon amiatt, hogy nem volt áram az inkubátoroknál. A közvilágítást minimálisra csökkentették és gyakran kikapcsolták. 1985-ben az ellátási nehézségekre hivatkozva az energiatermelést katonai ellenőrzés alá helyezték. Az áramfelhasználás korlátozása miatt 1987. február 16-én Jászvásáron diáktüntetésre került sor.
A benzint is jegyre adták, a magánszemélyek 30 litert vásárolhattak egy hónapban,  és rendszeres forgalmi korlátozást vezettek be a magánszemélyek számára. Az üzemanyag megtakarítása érdekében a médiában felszólították a földműveseket, hogy a gépi munkát kézivel váltsák ki, és használjanak lovat és szekeret traktor helyett.
1984 végén megszüntették az összes regionális rádióstúdió adásait és a televízió kisebbségi nyelvű műsorait; a televíziós adást egyetlen csatornára és napi két-három órára korlátozták, szintén az energiatakarékosság érdekében.

## Fordítás
- Ez a szócikk részben vagy egészben  a(z)   1980s austerity policy in Romania című angol Wikipédia-szócikk ezen változatának fordításán alapul.  Az eredeti cikk szerkesztőit annak laptörténete sorolja fel. Ez a jelzés csupán a megfogalmazás eredetét és a szerzői jogokat jelzi, nem szolgál a cikkben szereplő információk forrásmegjelöléseként.